# Fraga (miasto)

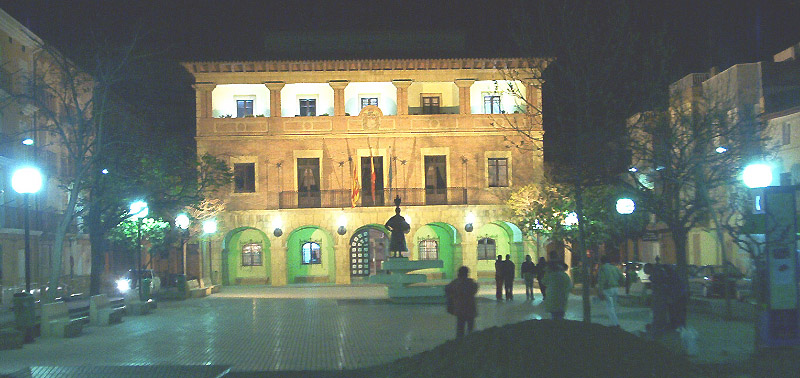
Urząd Miasta Fraga

Fraga – hiszpańskie miasto w Aragonii, w prowincji Huesca, stolica comarki Bajo Cinca.
Powierzchnia miasta wynosi 435 km². Zgodnie z danymi INE, w 2010 roku liczba ludności wynosiła 13,341, a gęstość zaludnienia 29,58 osoby/km². Wysokość bezwzględna gminy równa jest 118 metrów. Współrzędne geograficzne gminy to 41°31'0"N, 0°20'0"E. Kod pocztowy do gminy to 22520.

## Demografia
| 1991   | 1996   | 2001   | 2004   | 2005   |
| ------ | ------ | ------ | ------ | ------ |
| 11.491 | 11.783 | 12.100 | 13.035 | 12.688 |